# Pseudopanthera krombholzi
Pseudopanthera krombholzi là một loài bướm đêm trong họ Geometridae.